# نجم شوان
نجم شوان علي القريشي هو لاعب كرة قدم عراقي في مركز الدفاع ولد في يوم 9 تموز 1997، يلعب حالياً مع نادي الزوراء .
وسبق له اللعب مع نادي رودار فيلينيه السلوفيني و نادي الزوراء العراقي و نادي الظفرة.